# 1880 McCrosky
1880 McCrosky è un asteroide della fascia principale del diametro medio di circa 15,78 km. Scoperto nel 1940, presenta un'orbita caratterizzata da un semiasse maggiore pari a 2,6743046 au e da un'eccentricità di 0,0769084, inclinata di 4,85230° rispetto all'eclittica.
L'asteroide è dedicato all'astronomo statunitense Richard Eugene McCrosky.